# Luc Deitz
Luc Ernest Jean Deitz (* 1961) ist ein luxemburgischer Altphilologe.

## Leben
Nach dem altsprachlichen Abitur 1980 am Lycée classique de Diekirch studierte er von 1980 bis 1981 Centre Universitaire de Luxembourg. Nach dem Erwerb des Certificat d´Etudes Littéraires et de Sciences Humaines (Griechisch, Latein, Philosophie) 1981 war er 1981 bis 1982 Pensionnaire étranger an der École normale supérieure und studierte an der Universität Paris IV. Nach dem Diplôme d'Etudes Universitaires Générales (Griechisch und Philosophie; zusammen mit dem Studium der griechischen und lateinischen Paläographie) 1982 studierte er von 1982 bis 1986 an der Eberhard-Karls-Universität Tübingen. Als DAAD-Stipendiat (1984–1986) legte er 1986 die wissenschaftliche Prüfung für das Lehramt an Gymnasien (1. Staatsexamen in Griechisch und Philosophie) ab.
Von 1986 bis 1988 war Deitz wissenschaftlicher Angestellter an der Universität Konstanz (Fachbereich Literaturwissenschaft – Latinistik; Lehrstuhl Manfred Fuhrmann). Von 1988 bis 1990 vertrat er die Assistenzstelle in Konstanz. Am Warburg Institute forschte er 1989 als Frances A. Yates short-term Research Fellow und von 1990 bis 1992 als Frances A. Yates long-term Research Fellow. Nach der Promotion 1991 an der Universität Konstanz zum Dr. phil. mit summa cum laude in lateinischer Philologie mit mündlichen Thesen in den Fächern mittellateinische Philologie, Germanistik und Philosophie wurde ihm der Preis der Stadt Konstanz zur Förderung des wissenschaftlichen Nachwuchses an der Universität verliehen. Von 1992 bis 1995 war er British Academy Postdoctoral Research Fellow am Warburg Institute der University of London. Von 1995 bis 1997 war er Alexander von Humboldt-Stipendiat am Seminar für Klassische Philologie der Ruprecht-Karls-Universität Heidelberg.
Seit 1997 leitet Deitz die Handschriften- und Zimelienabteilung der Bibliothèque nationale du Luxembourg. Zunächst assistant professeur (1999–2003), dann (ab 2002) professeur associé dozierte er am Centre Universitaire de Luxembourg (Griechische und Lateinische Philologie). Seit seiner Gründung im Jahr 1999 ist er Mitglied des Herausgebergremiums des Neulateinischen Jahrbuchs. Im Sommersemester 2000 vertrat er den Lehrstuhl (Lateinische Philologie des Mittelalters) an der Albert-Ludwigs-Universität Freiburg. Im Vorfeld der Gründung der Université du Luxembourg setzte er sich für die Schaffung eines Lehrstuhls für Klassische Philologie ein. Von 2001 bis 2002 hatte er einen Lehrauftrag an der Universität Trier (lateinische Philologie). Nach der Habilitation 2002 an der Universität Trier aufgrund vorliegender Arbeiten und dem Erwerb der Venia legendi für Lateinische Philologie unter besonderer Berücksichtigung des Mittel- und Neulateins war er von 2002 bis 2009 Privatdozent für Latein des Mittelalters in Trier. Zum Discipline Representative for Neo-Latin Literature der Renaissance Society of America wurde er 2007 bis 2009 gewählt (Wiederwahl (2010–2012)). 2007 wurde zum Membre correspondant des Institut Grand-Ducal, Section de linguistique, d’ethnologie et d’onomastique gewählt. Seit 2009 lehrt er als außerplanmäßiger Professor für Latein des Mittelalters und der Renaissance an der Universität Trier. Von 2010 bis 2017 unterrichtete er als Assistant professeur associé für Griechische Philologie an der Université de Luxembourg. Mit Thomas Falmagne als Hauptbearbeiter ist er für die Reihe Die Handschriften des Großherzogtums Luxemburg verantwortlich.
Seine Forschungsschwerpunkte sind der Platonismus in Mittelalter und Renaissance (bes. Francesco Patrizi da Cherso); Poetik und Rhetorik in der Renaissance (bes. Julius Caesar Scaliger), und Geschichte der Gelehrsamkeit zwischen 1500 und 1750.

## Mitgliedschaften
- Luc Deitz ist  Mitglied des 2020 gegründeten Netzwerks Wissenschaftsfreiheit.[4]
- 2022 wurde Deitz zum Mitglied der Academia Europaea gewählt.[5]

## Monographien
- Julius Caesar Scaligers Poetices libri septem. Überlieferung, Wirkungsgeschichte und Quellen, nebst einem Specimen editionis criticae des ersten Buches mit Einleitung, Übersetzung und Kommentar. Konstanz 1991, OCLC 664728584 (zugleich Dissertation, Konstanz 1991).
- als Herausgeber (für die Bücher 5 und 6 mit Gregor Vogt-Spira): Iulius Caesar Scaliger: Poetices libri septem. Sieben Bücher über die Dichtkunst. Frommann-Holzboog, Stuttgart-Bad Cannstatt 1994–2011, ISBN 3-7728-1501-4.
  - Band 1. Buch 1/2. 1994, ISBN 3-7728-1502-2.
  - Band 2. Buch 3, Kapitel 1–94. 1994, ISBN 3-7728-1503-0.
  - Band 3. Buch 3, Kapitel 95–126. Buch 4. 1995, ISBN 3-7728-1504-9.
  - Band 4. Buch 5. 1998, ISBN 3-7728-1505-7.
  - Band 5. Buch 6/7. 2003, ISBN 3-7728-1506-5.
  - Band 6. Index der Ausgabe von 1561. 2011, ISBN 978-3-7728-2220-9.
- mit Reiner Nolden: Analecta Epternacensia. Beiträge zur Bibliotheksgeschichte der Abtei Echternach. Bibliothèque Nationale, Luxemburg 2000, ISBN 2-87980-108-7.
- Tempus edax rerum. Le bicentenaire de la Bibliothèque Nationale de Luxembourg (1798–1998). Bibliothèque Nationale, Luxemburg 2001, ISBN 2-87980-061-7.
- Mein Leben – ein Spiel. Ein Portrait des Komponisten Victor Fenigstein. Fritz Hennenberg und Luc Deitz, Luxemburg, Kairos Edition, 2005.
- als Herausgeber: Georgios Trapezuntios: Rhetoricorum libri quinque (= Europaea memoria. Reihe 2 Texte. Band 3). Olms, Hildesheim/Zürich/New York 2006, ISBN 3-487-11573-5.
- Die Echternacher Handschriften bis zum Jahr 1628 in den Beständen der Bibliothèque nationale de Luxembourg sowie der Archives diocésaines de Luxembourg, der Archives nationales, der Section historique de l’Institut grand-ducal und des Grand Séminaire de Luxembourg, beschrieben von Thomas Falmagne unter Mitwirkung von Luc Deitz. 2 Bde. Wiesbaden: Harrassowitz, 2009.
- Die Orvaler Handschriften bis zum Jahr 1628 in den Beständen der Bibliothèque nationale de Luxembourg und des Grand Séminaire de Luxembourg, beschrieben von Thomas Falmagne unter Mitwirkung von Luc Deitz. 2 Bde. Wiesbaden: Harrassowitz, 2017.
- Neo-Latin and the Humanities. Essays in Honour of Charles E. Fantazzi. Hrsg. Luc Deitz, Timothy Kircher, and Jonathan Reid (= Centre for Renaissance and Reformation Studies. Essays and Studies ; vol. 32). Toronto: CRRS Publications, 2014.

## Aufsätze (Auswahl)
- Ioannes Wower of Hamburg, Philologist and Polymath. A Preliminary Sketch of his Life and Works”, in: Journal of the Warburg and Courtauld Institutes 58 (1995), S. 132–151
- ‘Aristoteles imperator noster ...?’ J.C. Scaliger and Aristotle on Poetic Theory”, in: International Journal of the Classical Tradition 2 (1995/96), S. 54–67
- Space, Light, and Soul in Francesco Patrizi’s Nova de universis philosophia (1591), in: A. Grafton and N. Siraisi (Hrsg.), Natural Particulars. Nature and the Disciplines in Renaissance Europe (= Dibner Institute studies in the history of science and technology). Cambridge, MA: The MIT Press, 1999, S. 139–169
- Scholastic Logic and Renaissance Poetics. A Few Observations on J.C. Scaliger’s Poetices libri septem (1561), in: G.H. Tucker (Hrsg.), Forms of the ‘Medieval’ in the ‘Renaissance’. A Multidisciplinary Exploration of a Cultural Continuum (= EMF Critiques ; vol. 2), Charlottesville, VA: Rookwood Press, 2000, S. 49–62
- Gerardus Joannes Vossius’ De philologia liber und sein Begriff der ‘Philologie’, in: R. Häfner (Hrsg.), Philologie und Erkenntnis. Beiträge zu Begriff und Problem frühneuzeitlicher ‘Philologie’ (= Frühe Neuzeit ; Bd. 61), Tübingen, Max Niemeyer, 2001, S. 4–34
- Die Scarith von Scornello. Fälschung und Methode in Curzio Inghiramis Ethruscarum antiquitatum fragmenta (1637), in: Neulateinisches Jahrbuch 5 (2003), S. 103–133
- Ein Boethius-Fund und seine Bedeutung. Zu BnL, Ms. 770, in: A. Bihrer and E. Stein (Hrsg.), Nova de veteribus. Festschrift für Paul Gerhard Schmidt, München, Teubner, 2004, S. 247–291
- The Tools of the Trade. A Few Remarks on Editing Renaissance Latin Texts, in: Humanistica Lovaniensia 54 (2005), S. 345–358
- Le Pseudocicero d’Henri II. Estienne (1577), ou, Du bon usage de la critique, in: P. Galand-Hallyn u. a. (Hrsg.), La philologie humaniste et ses représentations dans la théorie et la fiction (= Romanica Gandensia ; Bd. 32), Genève: Droz, 2005, S. 545–564
- Francesco Patrizi da Cherso’s Criticism of Aristotle’s Logic, in: Vivarium 45 (2007), S. 113–124
- Wieland’s Lucian, in: C. Ligota und L. Panizza (Hrsg.), Lucian of Samosata Vivus et Redivivus (= Warburg Institute Colloquia ; vol. 10), London, The Warburg Institute, 2007, S. 175–190
- Magnus animi tui candor, or: How Julius Caesar Scaliger told Geronimo Cardano that he was a fool, in: M. Laureys and R. Simons (Hrsg.), Die Kunst des Streitens. Inszenierung, Formen und Funktionen öffentlichen Streits in historischer Perspektive (= Super alta perennis. Studien zur Wirkung der klassischen Antike ; Bd. 10), Bonn, Bonn University Press, 2010, S. 127–144
- ‘Il poeta è facitore del mirabile.’ Francesco Patrizi da Cherso on the Aim of Poetry, in: T. Nejeschleba and P.R. Blum (eds.), Francesco Patrizi, Philosopher of the Renaissance, Olomouc: Univerzita Palackého v Olomouci, 2014, 143 – 161

## Essayistisches (Auswahl)
- Tradition als Verantwortung. Zum 70. Geburtstag von Manfred Fuhrmann, in: Neue Zürcher Zeitung Nr. 143, 23. Juni 1995, S. 34
- Das Woher nicht vergessen. Vom Sinn des Studiums klassischer Sprachen, in: Forum für Politik, Gesellschaft und Kultur 219 (September 2002), S. 43–46
- Amnesie und Barbarei. Zur Situation der Geisteswissenschaften Luxemburg, in: Forum für Politik, Gesellschaft und Kultur 240 (Oktober 2004), 27 – 29
- mit Friederike Migneco Le culte des héros anciens est fini aujourd’hui : le métier d’historien : entretien avec le professeur italien Andrea Giardina in Luxemburger Wort. Die Warte, 66(2014), n° 16 = n° 2438 (22. Mai), S. 4–5
- Othon Scholer (1929-2015). Zur Würdigung eines großen Pädagogen, Wissenschaftlers und Humanisten, in: Nos Cahiers 36 (2015), S. 51–61

## Kontroversen
- Luc Deitz ist Präsident des „Comité d’initiative“, das sich für ein Referendum zur Verfassungsreform einsetzt. Nachdem die Petition Nummer 2007 die notwendigen 4.500 Unterschriften erreicht hatte, kam es zu einer öffentlichen Anhörung im Parlament. Während dieser behauptete Deitz "dem Volk ist seine Stimme gestohlen worden".
- Laut einem Artikel über das „Comité d’initiative“ im Land (12. November) beklagt Deitz die von der Politik ergriffenen und seiner Meinung nach ungeeigneten Maßnahmen angesichts der drängenden Probleme des anthropogenen Klimawandels und der Überbevölkerung. Er fühle sich aufgrund seiner Ansichten von einem Teil der Presse verunglimpft.
- In einem Interviewbeitrag auf RTL Luxemburg äußert sich Deitz im November 2021 als betroffener Anwohner zu der infolge illegalen Suchtmittelhandels und Prostitution rapide sich verschlechternden Sicherheitslage an seinem Wohnort im Bahnhofsviertel der Hauptstadt Luxemburgs. Da Deitz dabei auch die Hautfarbe der Rauschgifthändler erwähnte, wurde Deitz in einer dem linken Spektrum zuzuordnenden Zeitschrift des Rassismus bezichtigt.